# Luis de León

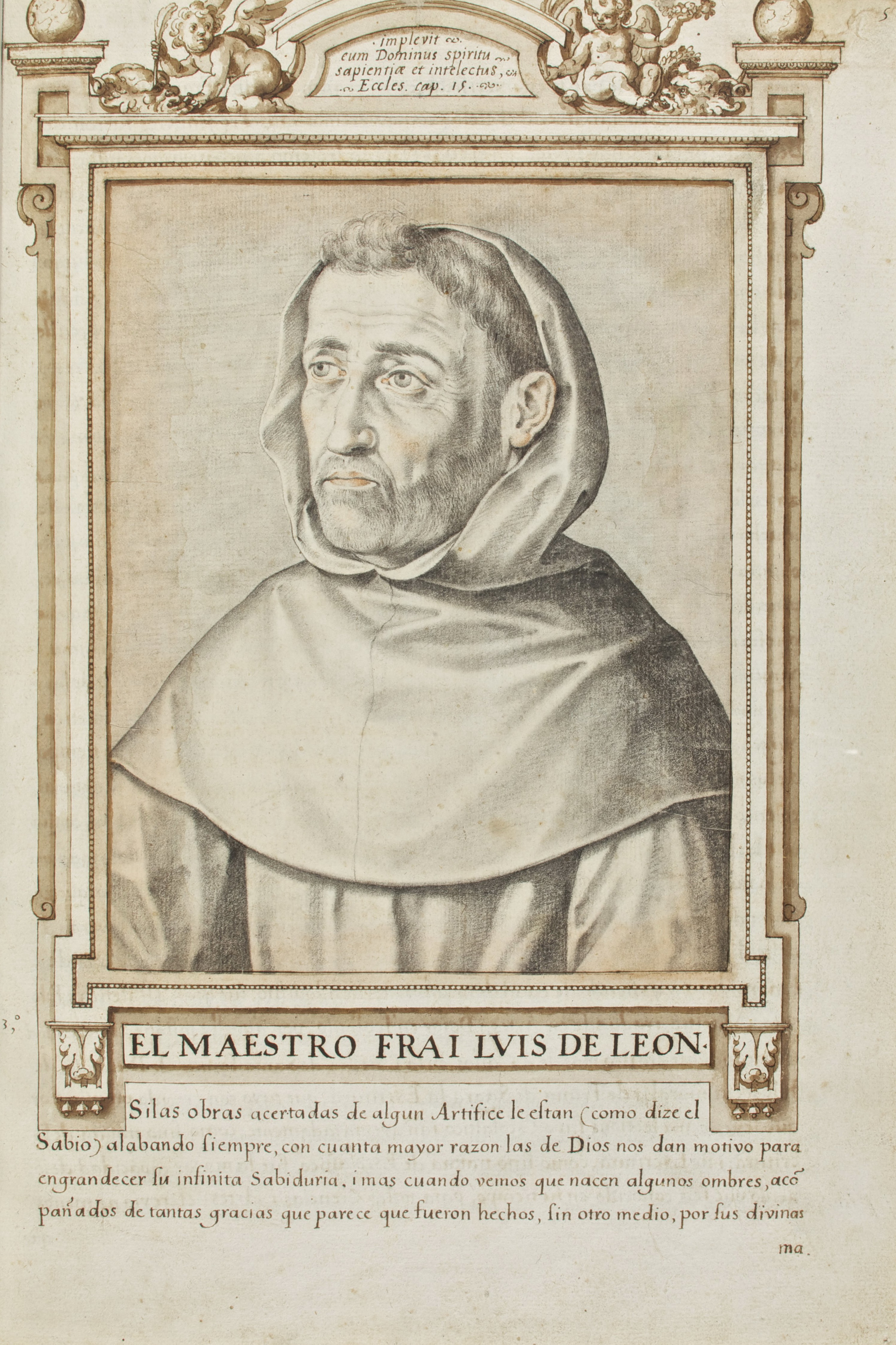
Pater Luis de León

Luis de León (auch: Ponce de Leōn; * 1527 Belmonte, heutige Provinz Cuenca; † 23. August 1591 in Madrigal de las Altas Torres, heutige Provinz Ávila) war einer der größten lyrischen Dichter Spaniens.

## Leben
1544 schloss sich León dem Augustinerorden an und studierte dann Theologie an der Universität Salamanca, wo er später auch lehrte. Als seine marranische Herkunft bekannt wurde, kam er 1571 vor das Inquisitionsgericht. Er wurde des heimlichen Judaisierens angeklagt. Zusätzlich wurde ihm vorgeworfen, das Hohelied ins Spanische übersetzt zu haben. Nach fünf Jahren Gefangenschaft kam er 1576 frei. Angeblich nahm er danach seine Vorlesungen in Salamanca mit den Worten auf: Hesterno die dicebamus („Wie wir gestern sagten ...“). Später wurde er zum Generalvikar seines Ordens in der Provinz Kastilien ernannt. León schrieb mehrere moralische und religiöse Prosawerke; "De los nombres de Cristo" behandelte die Bezeichnung Christi in der Bibel, und "La perfecta casada" (1583) handelte von den moralischen Normen der Ehe. Er war der erste Herausgeber der Werke der Teresa von Ávila. In seiner Lyrik verriet León jedoch seinen Hang zu den nicht-christlichen Autoren der Antike. León übersetzte Horaz, Vergil und Homer sowie die Italiener Pietro Bembo und Francesco Petrarca. León begründete seinen Ruhm mit etwa zwanzig Gedichten, in denen er die Mysterien des Universums besang – sie erschienen erst posthum 1631.
Er war neben Francisco de Aldana  (* 1537 oder 1540; † 1578), Alonso de Ercilla, Fernando de Herrera und Johannes vom Kreuz einer der bedeutendsten literarischen Interpreten der spanischen Renaissance.